# Танасчішин Трохим Іванович
Танасчішин Трохим Іванович (31 січня 1903, село Яришів, Могилів-Подільський повіт, Подільська губернія, Російська імперія — 31 березня 1944, Вознесенськ, Миколаївська область, УРСР, СРСР) — радянський військовик українського походження, генерал-лейтенант танкових військ. Прославився як успішний воєначальник під час Сталінградської битви. Загинув у бою.

## Біографія
Народився на Поділлі. Українець. Із 1918 року служив у Червоній армії, брав участь в агресії більшовицької Росії проти УНР. Під час радянсько-польської війни потрапив у польський полон. 
Після війни закінчив кавалерійську шкооу і командував кавалерійським ескадроном. Із 1931 року служив у танкових військах. Закінчив Ленінградські бронетанкові    курси, потім командував механізованим ескадроном, служив начальником штабу танкового полку. Із 1938 року — помічник начальника штабу 1-ї танкової бригади, із 1940 року — на такій же посаді в 21-й танковій бригаді. Із липня 1940 року — начальник постачання 4-ї танкової дивізії. Із березня 1941 року — командир 60-го танкового полку 30-ї танкової дивізії 14-го механізованого корпусу 4-ї армії. 

### Німецько-радянська війна
Учасник німецько-радянської війни з першого ж дня. У перші дні війни на чолі 60-го танкового полку брав участь у боях в районі Пружан і Кобрина. Потрапив в оточення, але зміг прорватися до своїх. 
Під час битви за Москву командував 36-м окремим мотоциклетним полком. Діяв успішно, за що був нагороджений орденом Червоного Прапора, а полк отримав звання 1-го гвардійського. 
У травні 1942 року на чолі 36-ї танкової бригади брав участь у Харківській операції.
Під час Сталінградської битви командував 13-м танковим корпусом (із 9 січня 1943 — 4-й гвардійський механізований корпус). Відзначився в ході боїв на підступах до Сталінграда і під час контрнаступу. Саме танкісти Танасчішина 23 листопада 1942 року замкнули кільце оточення над 6-ю армією Паулюса. Корпус успішно діяв і під час невдалої спроби деблокади оточених військ фельдмаршалом Манштейном. 
На чолі 4-го гвардійського мехкорпусу брав участь у Донбаській операції та форсуванні Дніпра. 31 березня 1944 року в боях за Вознесенськ генерал Танасчішин загинув від вибуху німецької авіабомби.

## Військові звання
- Майор (1936)
- Полковник (1939)
- Генерал-майор танкових військ (7 грудня 1942)
- Генерал-лейтенант танкових військ (30 серпня 1943)

## Нагороди
- Два ордени Червоного Прапора (1941; 1942)
- Орден Суворова 1-го ступеня (1944)
- Орден Суворова 2-го ступеня (1943)
- Орден Вітчизняної війни 1-го ступеня (1942)
- Медаль «За оборону Сталінграда» (1942)
- Медаль «XX років РСЧА» (1938)
- Орден Британської імперії (1944)